# أنتوني بيدل
أنتوني بيدل (بالإنجليزية: Anthony Biddle) هو منافس ألعاب قوى أسترالي، ولد في 18 يونيو 1975 في غوسفورد في أستراليا.

## روابط خارجية
- أنتوني بيدل على موقع النتائج التاريخية لألعاب القوى الأسترالية (الإنجليزية)